# Moglia
Pour les articles homonymes, voir Moglia (homonymie).
Moglia est une commune de la province de Mantoue, dans la région Lombardie, en Italie.

## Administration
| Période                                  | Période | Identité | Étiquette | Qualité |
| ---------------------------------------- | ------- | -------- | --------- | ------- |
|                                          |         |          |           |         |
| Les données manquantes sont à compléter. |         |          |           |         |

### Hameaux
Bondanello, Coazze, Trivellano.

### Communes limitrophes
Concordia sulla Secchia, Gonzaga, Novi di Modena, Pegognaga, Quistello, Reggiolo, Rolo, San Benedetto Po.